# Баскаков, Владимир Николаевич
Владимир Николаевич Баскаков (23 мая 1909 года, Самара — 11 апреля 1992 года, Москва) — советский военный деятель, Генерал-полковник (19 февраля 1968 года).

## Биография

### Довоенное время
В июне 1931 года был призван в ряды РККА и направлен на учёбу в Саратовскую бронетанковую школу Приволжского военного округа, после окончания которой с марта 1932 года служил в 1-й механизированной бригаде имени К. Б. Калиновского (Московский военный округ), где временно исполнял должности инструктора роты, командира взвода и командира роты бригадной школы. В том же году вступил в ряды ВКП(б).
В июле 1934 года был назначен на должность командира роты 13-й механизированной бригады (Московский военный округ).
В ноябре 1935 года был направлен на учёбу в Военную академию механизации и моторизации РККА, после окончания которой с отличием в мае 1941 года был назначен на должность командира танкового батальона 15-го танкового полка (8-я танковая дивизия, Киевский военный округ).

### Великая Отечественная война
С началом войны батальон под командованием Баскакова принимал участие в ходе приграничного сражения в составе 8-й танковой дивизии (6-я армия, Юго-Западный фронт), во время чего отличился при нанесении контрудара дивизией по противнику в районе города Бердичев.
В июле был назначен на должность командира 15-го танкового полка в составе той же дивизии, который принимал участие в тяжёлых оборонительных боевых действиях под городом Умань. В декабре того же года был назначен на должность командира 260-го танкового батальона в составе 130-й танковой бригады, которая принимала участие в ходе Барвенково-Лозовской наступательной операции.
В феврале 1942 года был назначен на должность командира 62-й танковой бригады (7-й танковый корпус), которая принимала участие в ходе отражения попыток противника прорваться в направлении городов Елец и Воронеж, при этом нанося контрудары по его главным силам.
В июле Баскаков был назначен на должность начальника штаба 7-го танкового корпуса, который вскоре принимал участие в ходе наступления северо-западнее Сталинграда, отличившись в боевых действиях против группы армий «Дон», предпринимавшей попытки снять окружение с 6-й армии Вермахта, находившейся в районе Сталинграда. Вскоре корпус освободил пгт Котельниково, за что был преобразован в 3-й гвардейский и получил почётное наименование «Котельниковский». С января 1943 года корпус успешно принимал участие в боевых действиях по направлению на Ростов-на-Дону.
С 18 февраля по 1 марта 1943 года полковник Баскаков исполнял должность командира этого корпуса, после чего в марте был назначен на должность начальника штаба 5-й гвардейской танковой армии, входившей в состав Степного военного округа и 9 июля включённой в состав Воронежского фронта, после чего принимала участие в ходе Курской битвы, во время которой в ходе встречного танкового сражения под Прохоровкой сыграла решающую роль в уничтожении ударной группировки противника. Вскоре армия принимала участие в ходе битвы за Днепр, Кировоградской, Корсунь-Шевченковской и Уманско-Ботошанской наступательных операций.
В мае 1944 года Баскаков был назначен на должность заместителя командира 1-го гвардейского механизированного корпуса, находившегося в резерве Ставки Верховного Главнокомандования, а затем включённого в состав Харьковского военного округа.
В сентябре был назначен на должность заместителя командира 2-го гвардейского механизированного корпуса, участвовавшего в ходе Будапештской наступательной операции, а в феврале 1945 года — на должность заместителя начальника управления Главного управления формирования и боевой подготовки бронетанковых и механизированных войск Красной армии.
В ходе советско-японской войны с августа по сентябрь 1945 года генерал-майор танковых войск Владимир Николаевич Баскаков являлся представителем командующего бронетанковыми и механизированными войсками Красной армии на Забайкальском фронте.

### Послевоенная карьера
После окончания войны в феврале 1946 года Баскаков был назначен на должность командира 8-й механизированной дивизии (5-я гвардейская танковая армия). В ноябре того же года был направлен на учёбу в Высшую военную академию имени К. Е. Ворошилова, которую закончил в декабре 1948 года и в феврале 1949 года был назначен на должность начальника бронетанкового отдела Оперативного управления Генерального штаба ВС СССР, в мае 1952 года — на должность начальника Юго-Западного направления, а в мае 1953 года — на должность начальника 3-го направления Оперативного управления Главного оперативного управления Генерального штаба ВС СССР.
В январе 1954 года был переведён на должность заместителя начальника Управления планирования оперативной подготовки и боевого применения новых видов оружия Главного оперативного управления Генерального штаба, в декабре того же года — на должность начальника штаба Северной группы войск, в марте 1956 года — на должность начальника штаба и члена Военного совета Московского военного округа, в январе 1960 года — на должность военного специалиста по вопросам штабной службы — старшего военного специалиста в составе Румынской народной армии, а в августе 1961 года — на должность старшего представителя главнокомандующего объединённых вооружённых сил государств — участников Варшавского договора в составе Румынской народной армии.
В январе 1962 года был назначен на должность начальника штаба — заместителя командующего и одновременно члена Военного совета Южной группы войск, в июне 1964 года — на должность заместителя начальника Военной академии имени М. В. Фрунзе, в марте 1968 года — на должность заместителя начальника, а в июне 1970 года — на должность 1-го заместителя начальника Главного управления военно-учебных заведений Министерства обороны СССР.
Генерал-полковник Баскаков в феврале 1974 года вышел в отставку. Умер 11 апреля 1992 года в Москве.

## Награды
- Орден Ленина
- Три ордена Красного Знамени
- Два ордена Кутузова II степени
- Орден Богдана Хмельницкого II степени
- Два ордена Отечественной войны I степени
- Орден Красной Звезды
- Медаль «За оборону Сталинграда»
- Медаль «За боевые заслуги»
- Медаль «За победу над Германией в Великой Отечественной войне 1941—1945 гг.»
- Медаль «За победу над Японией»
- Медаль «За взятие Будапешта»
- Медаль «Ветеран Вооружённых Сил СССР»
- Иностранные награды.

## Воинские звания
- Генерал-майор танковых войск (7 июня 1943 года);
- Генерал-лейтенант (8 августа 1955 года);
- Генерал-полковник (19 февраля 1968 года).